# Francesco Miralles Galup
Pour les articles homonymes, voir Miralles, Galup et Galaup.
Francesco Miralles Galup (Francesc Miralles i Galaup, Valence, 1848 - Barcelone, 1901) est un peintre espagnol qui a vécu à Paris et en Catalogne. 

## Œuvre
Francesco Miralles Galup est un peintre dont les toiles se reconnaissent facilement à leur facture maniérée et précise. Il représente très souvent, dans sa période parisienne, des femmes du monde en s'appliquant à peindre des scènes savamment composées et à rendre la somptuosité des vêtements par l'emploi de couleurs aux tons acides et vifs.

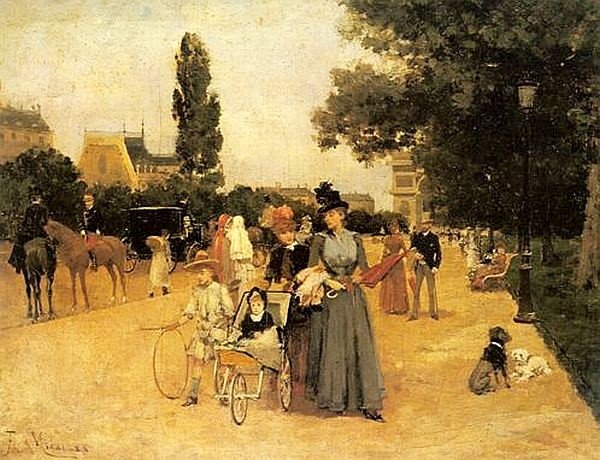
Les Champs-Élysées, vue sur l'arc de Triomphe
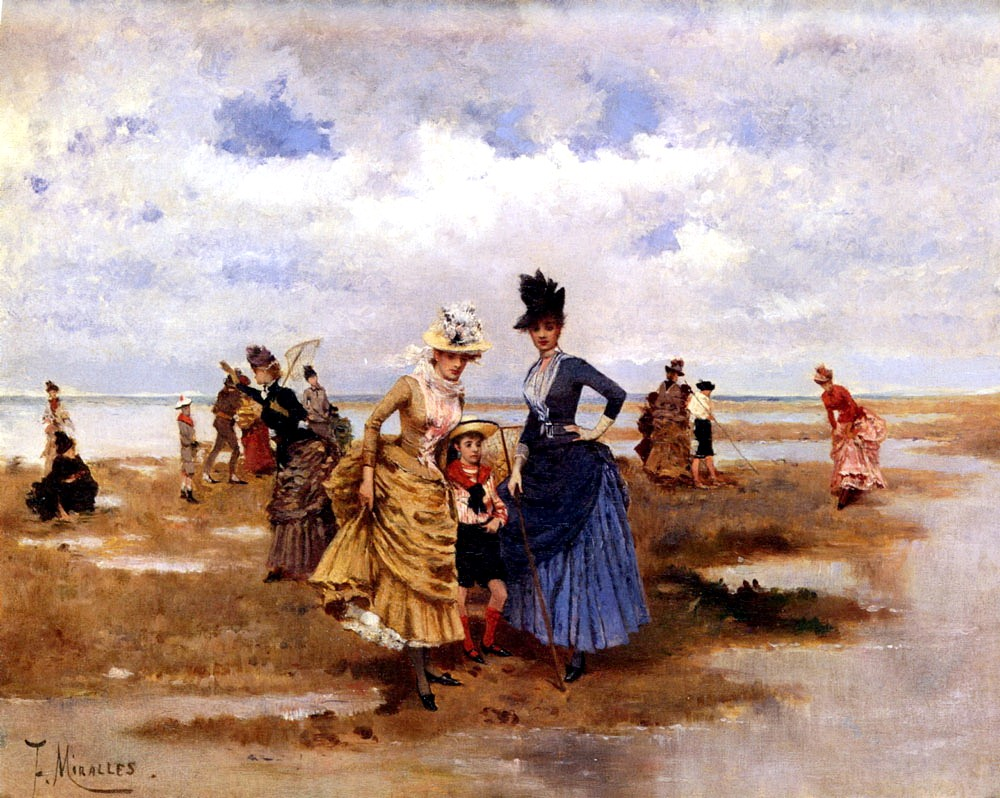
À la plage
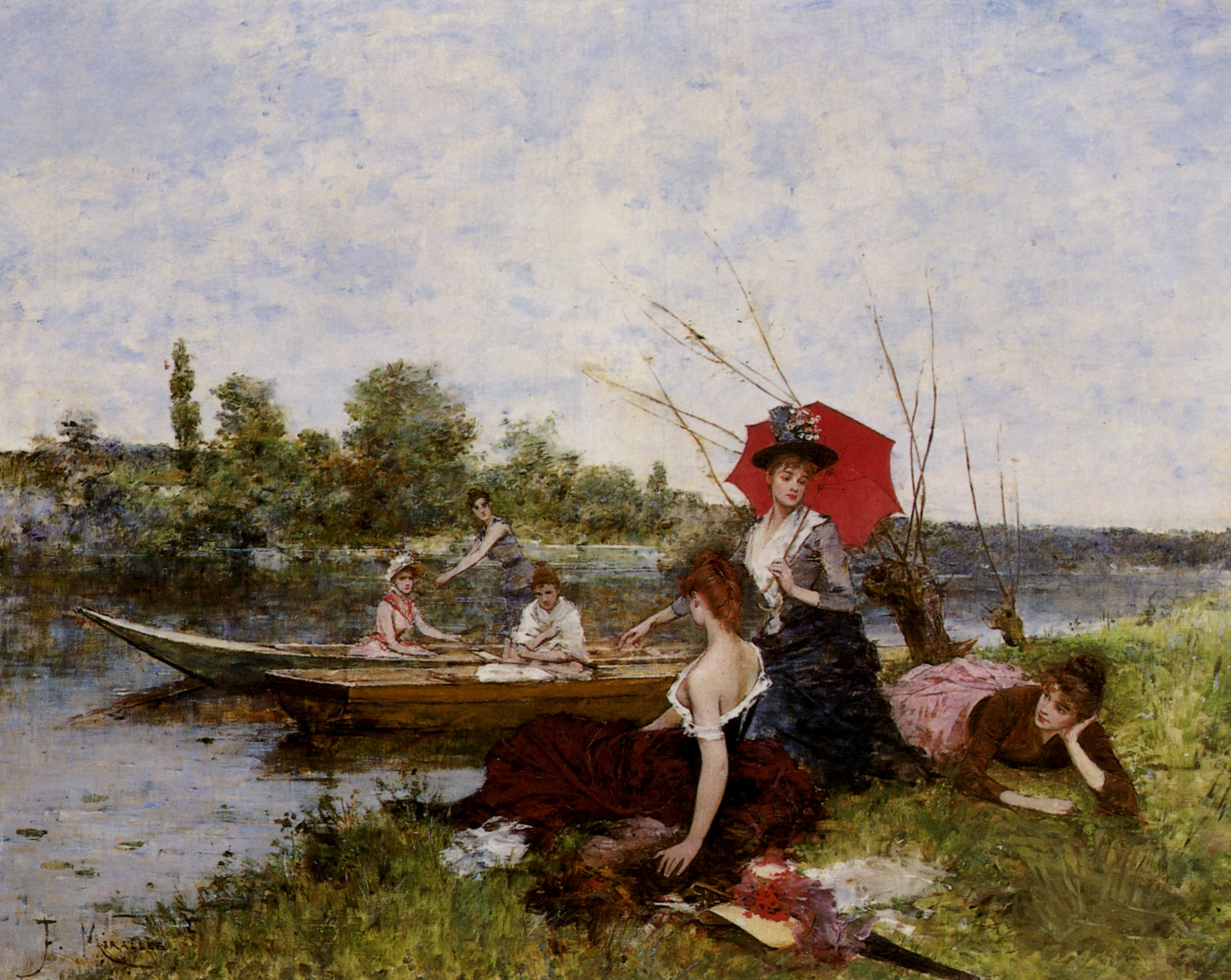
Canotage
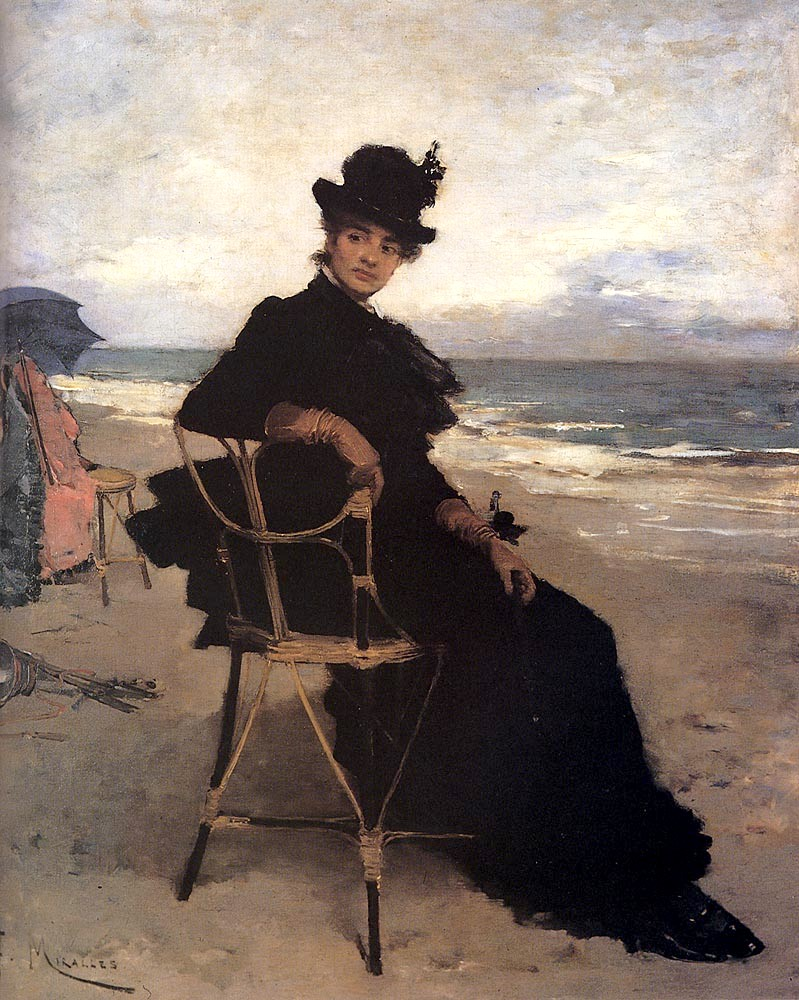
La femme en noir
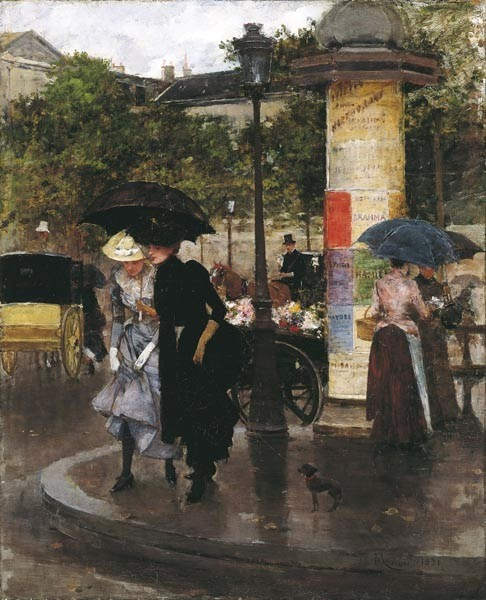
Scène de rue par temps de pluie
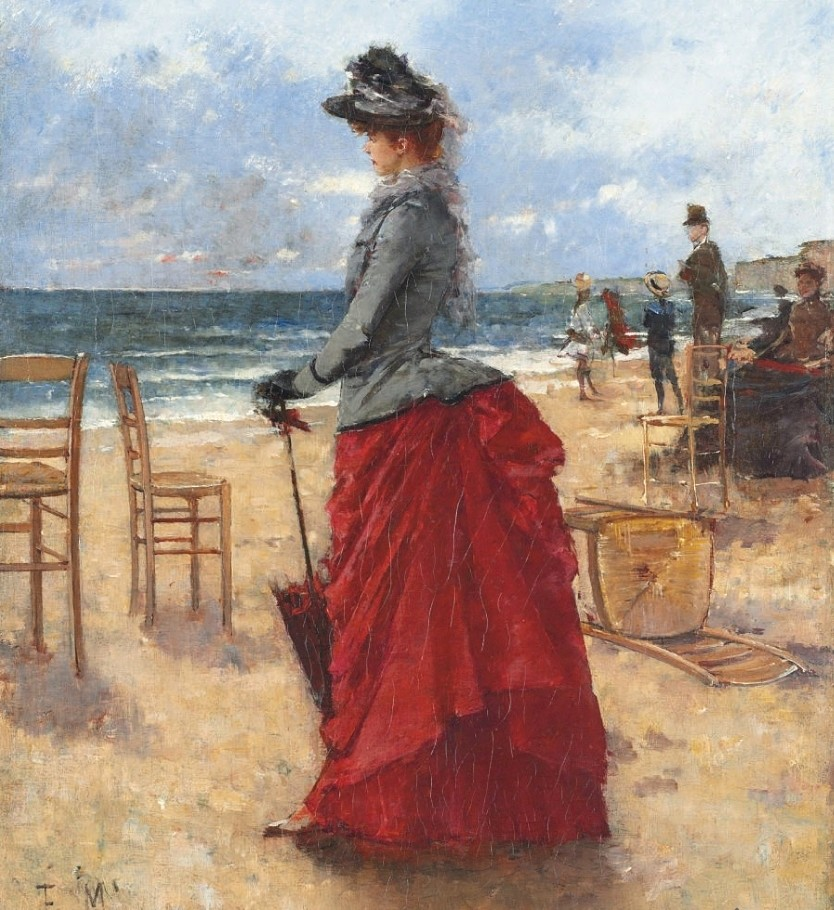
En regardant la mer
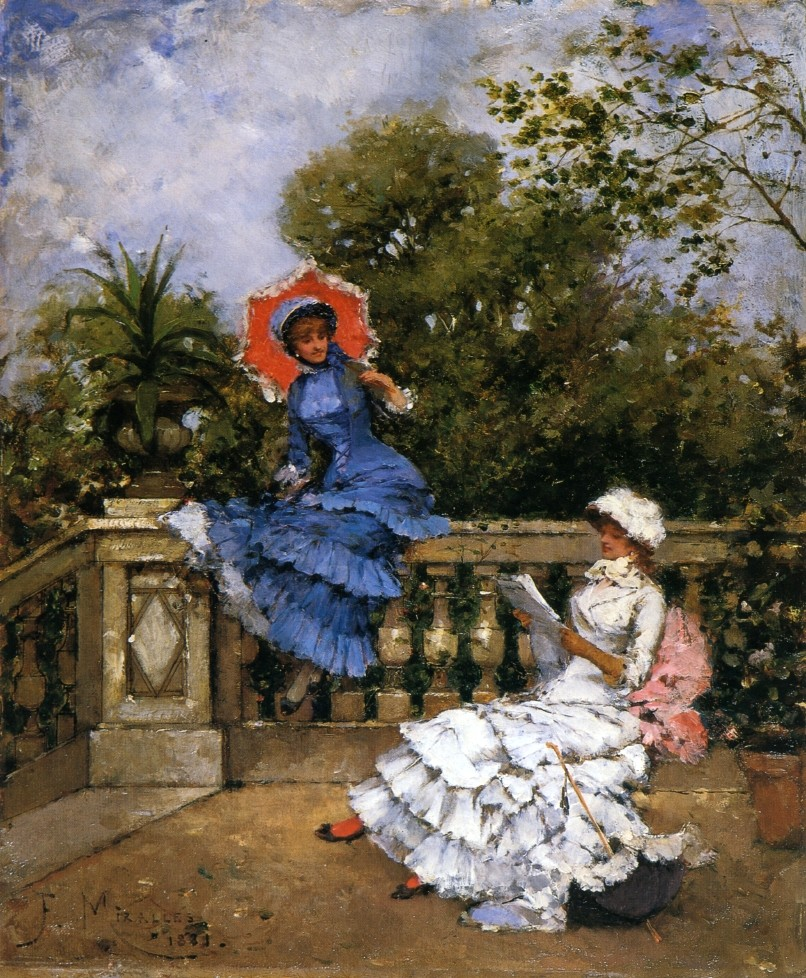
Lecture au jardin